# Hersiliola
Hersiliola es un género de arañas araneomorfas de la familia Hersiliidae. Se encuentra en el Sur de Europa, Norte de África y Sur de Asia.

## Lista de especies
Según The World Spider Catalog 12.0:
- Hersiliola afghanica Roewer, 1960
- Hersiliola eltigani El-Hennawy, 2010
- Hersiliola esyunini Marusik & Fet, 2009
- Hersiliola foordi Marusik & Fet, 2009
- Hersiliola lindbergi Marusik & Fet, 2009
- Hersiliola macullulata (Dufour, 1831)
- Hersiliola simoni (O. Pickard-Cambridge, 1872)
- Hersiliola sternbergsi Marusik & Fet, 2009
- Hersiliola turcica Marusik, Kunt & Yagmur, 2010
- Hersiliola versicolor (Blackwall, 1865)
- Hersiliola xinjiangensis (Liang & Wang, 1989)